# Ochrobryum nietneri
Ochrobryum nietneri là một loài rêu trong họ Dicranaceae. Loài này được Müll. Hal. ex Besch. mô tả khoa học đầu tiên năm 1897.